# Bebaiotes pulla
Bebaiotes pulla är en insektsart som beskrevs av Frederick Arthur Godfrey Muir 1934. Bebaiotes pulla ingår i släktet Bebaiotes och familjen Achilixiidae. Inga underarter finns listade i Catalogue of Life.